# Hồ Michigan

Bản đồ Ngũ Đại Hồ (Hồ Michigan có màu xanh đậm hơn)

Hồ Michigan là một trong 5 Hồ Lớn của Bắc Mỹ, và là hồ duy nhất trong 5 hồ nằm hoàn toàn bên trong Hoa Kỳ. Nó tiếp giáp từ tây qua đông với các tiểu bang sau: Wisconsin, Illinois, Indiana, và Michigan. Từ "Michigan" có ban đầu được sử dụng để nó đến bản thân hồ, và người ta tin rằng nó có gốc từ một từ In điêng Ojibwa mishigami, có nghĩa là "đại hồ."

## Địa lý

Hồ Michigan và các Đại Hồ khác

Hồ Michigan (44° N, 87° W) là hồ duy nhất trong Ngũ Đại Hồ nằm hoàn toàn trong nước Mỹ; các hồ kia nằm giữa Mỹ và Canada. Hồ này có diện tích 22.400 dặm vuông (58.016 km²), là hồ nước ngọt lớn nhất Hoa Kỳ, hồ lớn nhất nằm hoàn toàn trong một quốc gia (theo diện tích bề mặt; Hồ Baikal ở Nga, thì lớn nhất về lượng nước), và là hồ lớn thứ 5 thế giới. Hồ dài 307 dặm (494 km) và rộng 118 dặm (190 km) với một đường bờ nước dài 1.640 dặm (2.633 km). Độ sâu trung bình của hồ là 279 foot (85 m), còn nơi sâu nhất là 923 foot (281 m). Nó chứa một lượng nước 1.180 dặm khối (4.918 km khối). Bề mặt của nó bình quân 577 foot (176 m) trên mực nước biển, giống như Hồ Huron, mà nó được nối đến thông qua Eo Mackinac.

### Các thành phố lớn
12 triệu dân số xung quanh bờ Hồ Michigan. Nhiều thành phố nhỏ ở Bắc Michigan tập trung vào nghề du lịch nhờ tận dụng vẻ đẹp và các cơ hội giải trí mà hồ này mang lại. Các thành phố có dân số theo thời vụ lớn đến từ Chicago, Milwaukee, Detroit, và các thành phố sâu bên trong ở Nam Michigan. Mũi phía nam của hồ được công nghiệp hóa cao độ. Các thành phố ở bờ Hồ Michigan có dân số hơn 30000 gồm:
| Illinois - Chicago - Evanston - Highland Park - North Chicago - Waukegan |  | Indiana - East Chicago - Gary - Hammond - Michigan City - Portage |  | Michigan - Holland - Muskegon - St. Joseph - Benton Harbor |  | Wisconsin - Green Bay - Kenosha - Manitowoc - Milwaukee - Racine - Sheboygan |

### Ngọn hải đăng
- Bibliography on Michigan lighthouses
- Interactive map of lighthouses in area (northern Lake Michigan)
- Interactive map of lighthouses in area (southern Lake Michigan)[liên kết hỏng]
- Terry Pepper on lighthouses of the western Great Lakes
- Wagner, John L., Beacons Shining in the Night, Michigan lighthouse bibliography, chronology, history, and photographs, Clarke Historical Library, Central Michigan University